# توماس نيوبيرت
توماس نيوبيرت (بالألمانية: Thomas Neubert)‏ (14 نوفمبر 1980 بكوتبوس في ألمانيا - ) هو لاعب كرة قدم ألماني (وحمل سابقاً جنسية ألمانيا الشرقية) في مركز الهجوم. لعب مع إنيرجي كوتبوس ودينامو دريسدن وهولشتاين كيل وSV Wacker Burghausen ‏ ونادي هالشر وSC Borea Dresden ‏.

## روابط خارجية
- توماس نيوبيرت على موقع قاعدة بيانات كرة القدم.إي يو (الإنجليزية)
- توماس نيوبيرت على موقع بيانات كرة القدم. دي إي (الألمانية)
- توماس نيوبيرت على موقع عالم كرة القدم.نت (الإنجليزية)